# 多脉玉叶金花
多脉玉叶金花（学名：Mussaenda multinervis）为茜草科玉叶金花属下的一个种。